# 菲利普斯維爾 (加利福尼亞州)
菲利普斯維爾（英語：Phillipsville）是位於美國加利福尼亞州洪堡縣的一個人口普查指定地區。

## 地理
菲利普斯維爾的座標為40°12′33″N 123°47′09″W / 40.20917°N 123.78583°W，而該地最高點為海拔高度88米（即289英尺）。

## 人口
根據2010年美國人口普查的數據，菲利普斯維爾的面積為1.925平方千米，當中陸地面積為1.852平方千米，而水域面積為0.073平方千米。當地共有人口140人，而人口密度為每平方千米72人。